# TOGI+BAO
TOGI+BAO（とうぎ ぷらす ばお）は雅楽師の東儀秀樹によって結成された音楽ユニット。

## 結成秘話
日本の伝統芸能である雅楽を継承する楽家として生まれた東儀が新しい音楽の可能性を見つけるために自ら上海へ行きオーディション。中国国内でもトップクラスと言われる上海民族楽団の中から６人を選び出して「BAO」を結成した。
2008年のツアーをもって、活動休止を発表。東儀はソロ活動に専念し、BAOは上海民族楽団での活動を行う。

## 「BAO」の由来
「BAO」というのは中国語で「豹（ヒョウ）」を意味する。ヒョウのようにしなやかに走り続けるように、という意味を込めて東儀が命名した。

## メンバー
東儀秀樹
1959年生まれ。篳篥、笙などを担当。
ツァオ・レイ
1979年生まれ。二胡を担当。
ヤオ・シンフォン
1973年生まれ。二胡を担当。
タン・シャオフォン
1979年生まれ。琵琶を担当。
ユィー・ビン
1975年生まれ。琵琶を担当。
ジン・カイ
1981年生まれ。笛を担当。
チェン・ジュン
1972年生まれ。笛を担当。

## 元メンバー
リュー・イー
1978年生まれ。笛を担当。

## 作品
- 春色彩華
- SUPER ASIA
- OUT OF BORDER（東儀秀樹名義だが一部でTOGI+BAOとして演奏した曲もある）